# Enlinia ventralis
Enlinia ventralis är en tvåvingeart som beskrevs av Robinson 1969. Enlinia ventralis ingår i släktet Enlinia och familjen styltflugor. Inga underarter finns listade i Catalogue of Life.